# Chimaltenango
Chimaltenango é um dos 22 departamentos da Guatemala, país da América Central. A capital é Chimaltenango.

## Municípios
1. Acatenango
2. CHIMALTENANGO from Guatemala.
3. Comalapa
4. El Tejar
5. Parramos
6. Patzicía
7. Patzún
8. Pochuta
9. San Andrés Itzapa
10. San José Poaquil
11. San Martín Jilotepeque
12. Santa Apolonia
13. Santa Cruz Balanyá
14. Tecpán Guatemala
15. Yepocapa
16. Zaragoza